# Giải SAG cho nam diễn viên chính xuất sắc nhất
Giải của Nghiệp đoàn diễn viên màn ảnh cho nam diễn viên đóng vai chính xuất sắc (tiếng Anh: Screen Actors Guild Award for Outstanding Performance by a Male Actor in a Leading Role) là một trong các giải của Nghiệp đoàn diễn viên màn ảnh Hoa Kỳ dành cho nam diễn viên đóng vai chính trong một phim, được bầu chọn là xuất sắc nhất. Giải này được lập ra từ năm 1994
Trong số những người đoạt giải này, chỉ có bốn người không đoạt giải Oscar cho nam diễn viên chính xuất sắc nhất. Đó là: Benicio del Toro trong phim Traffic (chỉ đoạt giải Oscar cho nam diễn viên phụ xuất sắc nhất), Russell Crowe trong phim A Beautiful Mind, Daniel Day-Lewis trong phim Gangs of New York, và Johnny Depp trong phim Pirates of the Caribbean: The Curse of the Black Pearl.

## So sánh tuyết đối
| So sánh tuyệt đối                                  | Nam diễn viên đóng vai chính xuất sắc     | Nam diễn viên đóng vai chính xuất sắc |
| -------------------------------------------------- | ----------------------------------------- | ------------------------------------- |
| Người đoạt nhiều giải nhất                         | Daniel Day-Lewis                          | 2                                     |
| Người được đề cử nhiều nhất                        | Russell Crowe, Sean Penn                  | 4                                     |
| Người được đề cử nhiều nhất, nhưng không đoạt giải | Denzel Washington                         | 2                                     |
| Phim được đề cử nhiều nhất                         | The Shawshank Redemption                  | 2                                     |
| Người cao tuổi nhất đoạt giải                      | Jack Nicholson (As Good As It Gets, 1998) | 60                                    |
| Người cao tuổi nhất được đề cử                     | Peter O'Toole (Venus, 2007)               | 71                                    |
| Người trẻ nhất đoạt giải                           | Nicolas Cage (Leaving Las Vegas, 1996)    | 32                                    |
| Người trẻ nhất được đề cử                          | Jamie Bell (Billy Elliot, 2001)           | 14                                    |

## Các người đoạt giải và các người được đề cử
- 1994 - Tom Hanks - Forrest Gump vai Forrest Gump †
  - John Travolta - Pulp Fiction vai Vincent Vega
  - Morgan Freeman - The Shawshank Redemption vai Ellis Boyd "Red" Redding
  - Paul Newman - Nobody's Fool vai Sully Sullivan
  - Tim Robbins - The Shawshank Redemption vai Andy Dufresne
- 1995 - Nicolas Cage - Leaving Las Vegas vai Ben Sanderson †
  - Sean Penn - Dead Man Walking vai Matthew Poncelet
  - Anthony Hopkins - Nixon vai Richard Nixon
  - Massimo Troisi - Il Postino (The Postman) vai Mario Ruoppolo
  - James Earl Jones - Cry, the Beloved Country vai Rev. Stephen Kumalo
- 1996 - Geoffrey Rush - Shine vai David Helfgott †
  - Ralph Fiennes - The English Patient vai Count László de Almásy
  - Tom Cruise - Jerry Maguire vai Jerry Maguire
  - Woody Harrelson - The People vs. Larry Flynt vai Larry Flynt
  - Billy Bob Thornton - Sling Blade vai Karl Childers
- 1997 - Jack Nicholson - As Good as It Gets vai Melvin Udall †
  - Robert Duvall - The Apostle vai Euliss 'Sonny' Dewey
  - Matt Damon - Good Will Hunting vai Will Hunting
  - Peter Fonda - Ulee's Gold vai Ulysses 'Ulee' Jackson
  - Dustin Hoffman - Wag the Dog vai Stanley Motss
- 1998 - Roberto Benigni - La vita è bella (Life Is Beautiful) vai Guido Orefice †
  - Tom Hanks - Saving Private Ryan vai Captain John H. Miller
  - Ian McKellen - Gods and Monsters vai James Whale
  - Nick Nolte - Affliction vai Wade Whitehouse
  - Joseph Fiennes - Shakespeare in Love vai William Shakespeare
- 1999 - Kevin Spacey - American Beauty vai Lester Burnham †
  - Russell Crowe - The Insider vai Jeffrey Wigand
  - Denzel Washington - The Hurricane vai Rubin 'Hurricane' Carter
  - Jim Carrey - Man on the Moon vai Andy Kaufman
  - Philip Seymour Hoffman - Flawless vai Walt Koontz
- 2000 - Benicio del Toro - Traffic vai Javier Rodriguez Rodriguez ‡
  - Tom Hanks - Cast Away vai Chuck Noland
  - Russell Crowe - Gladiator vai Maximus Decimus Meridius †
  - Geoffrey Rush - Quills vai Marquis de Sade
  - Jamie Bell - Billy Elliot vai Billy Elliot
- 2001 - Russell Crowe - A Beautiful Mind vai John Forbes Nash
  - Sean Penn - I Am Sam vai Sam Dawson
  - Tom Wilkinson - In the Bedroom vai Matt Fowler
  - Denzel Washington - Training Day vai Alonzo Harris †
  - Kevin Kline - Life as a House vai George Monroe
- 2002 - Daniel Day-Lewis - Gangs of New York vai William "Bill the Butcher" Cutting
  - Jack Nicholson - About Schmidt vai Warren R. Schmidt
  - Nicolas Cage - Adaptation. vai Charlie Kaufman/Donald Kaufman
  - Richard Gere - Chicago vai Billy Flynn
  - Adrian Brody - The Pianist vai Władysław Szpilman †
- 2003 - Johnny Depp - Pirates of the Caribbean: The Curse of the Black Pearl vai Jack Sparrow
  - Bill Murray - Lost in Translation vai Bob Harris
  - Sean Penn - Mystic River vai Jimmy Markum †
  - Ben Kingsley - House of Sand and Fog vai Massoud Behrani
  - Peter Dinklage - The Station Agent vai Finbar McBride
- 2004 - Jamie Foxx - Ray vai Ray Charles †
  - Leonardo DiCaprio - The Aviator vai Howard Hughes
  - Johnny Depp - Finding Neverland vai J. M. Barrie
  - Don Cheadle - Hotel Rwanda vai Paul Rusesabagina
  - Paul Giamatti - Sideways vai Miles Raymond
- 2005 - Philip Seymour Hoffman - Capote vai Truman Capote †
  - Heath Ledger - Brokeback Mountain vai Ennis del Mar
  - David Strathairn - Good Night, and Good Luck. vai Edward R. Murrow
  - Joaquin Phoenix - Walk the Line vai Johnny Cash
  - Russell Crowe - Cinderella Man vai James J. Braddock
- 2006 - Forest Whitaker - The Last King of Scotland vai Idi Amin †
  - Leonardo DiCaprio - Blood Diamond vai Danny Archer
  - Ryan Gosling - Half Nelson vai Dan Dunne
  - Peter O'Toole - Venus vai Maurice
  - Will Smith - The Pursuit of Happyness vai Chris Gardner
- 2007 - Daniel Day-Lewis - There Will Be Blood vai Daniel Plainview †
  - George Clooney - Michael Clayton vai Michael Clayton
  - Ryan Gosling - Lars and the Real Girl vai Lars Lindstrom
  - Emile Hirsch - Into the Wild vai Christopher McCandless
  - Viggo Mortensen - Eastern Promises vai Nikolai Luzhin
- 2008 - Sean Penn - Milk vai Harvey Milk † 
  - Richard Jenkins - The Visitor vai Walter Vale
  - Frank Langella - Frost/Nixon vai Richard Nixon
  - Brad Pitt - The Curious Case of Benjamin Button vai Benjamin Button
  - Mickey Rourke - The Wrestler vai Randy "The Ram" Robinson